# 다이앤 래드
다이앤 래드(Diane Ladd, 1935년 11월 29일 ~ )는 미국의 배우이다.

## 영화
- 차이나타운 (1974년 영화)
- 엘리스는 이제 여기 살지 않는다
- 블랙 위도우 (1987년 영화)
- 광란의 사랑
- 죽음 전의 키스 (1991년 영화)
- 카르노사우르
- 아빠 만들기
- 프라이머리 컬러스
- 28일 동안
- 세상에서 가장 빠른 인디언
- 인랜드 엠파이어 (영화)
- 조이 (2015년 영화)
- 라스트 풀 메저

## 텔레비전
- 천사의 손길
- 스티븐 킹의 킹덤
- 콜드 케이스
- ER (드라마)
- 레이 도노반
- 영 쉘든